# I liga 2021-2022
La I liga 2021-2022, chiamata per ragioni di sponsor Fortuna 1. Liga, è la 74ª edizione del secondo livello del campionato polacco di calcio, la quattordicesima sotto il nome di I liga. La stagione regolare inizierà il 31 luglio 2021 e si concluderà il 22 maggio 2022.

## Stagione

### Novità
Al termine della I liga 2020-2021 il Radomiak Radom, il Nieciecza e il Górnik Łęczna sono stati promossi in Ekstraklasa. Solo il GKS Bełchatów è retrocesso in II liga, per favorire il mantenimento della I liga a 18 squadre a seguito della rivoluzione dell'Ekstraklasa (da 16 a 18 squadre con una retrocessa e tre promosse dalla seconda divisione). 
Dalla Ekstraklasa 2020-2021 è stato retrocesso il Podbeskidzie Bielsko-Biała. Dalla II liga 2020-2021 sono stati promossi il Górnik Połkowice, il GKS Katowice e lo Skra Częstochowa.

### Formula
Le 18 squadre partecipanti si affrontano due volte in un girone di andata e uno di ritorno per un totale di 34 giornate, alle quali si aggiungono le gare dei Play-Off, come nelle precedenti edizioni. I Play-Off prevedono semifinali e finali giocati in gara unica in casa della squadra meglio qualificata. 

## Squadre partecipanti
| Club                       | Città            | Stadio                            | Posizione 2020-2021        |
| -------------------------- | ---------------- | --------------------------------- | -------------------------- |
| Arka Gdynia                | Gdynia           | Stadion Miejski                   | 4º posto                   |
| Chrobry Głogów             | Głogów           | Chrobrego w Głogowie              | 11º posto                  |
| GKS 1962 Jastrzębie        | Jastrzębie-Zdrój | Stadion Miejski                   | 14º posto                  |
| GKS Katowice               | Katowice         | Stadion GKS Katowice              | 2º posto (in II liga)      |
| GKS Tychy                  | Tychy            | Stadion Miejski                   | 3º posto                   |
| Górnik Połkowice           | Połkowice        | Stadion Miejski                   | 1º posto (in II liga)      |
| Korona Kielce              | Kielce           | Stadion Miejski                   | 12º posto                  |
| ŁKS Łódź                   | Łódź             | Stadion Miejski                   | 5º posto                   |
| Miedz Legnica              | Legnica          | Stadion Miejski                   | 7º posto                   |
| Odra Opole                 | Opole            | Stadion "Odra"                    | 8º posto                   |
| Podbeskidzie Bielsko-Biała | Bielsko-Biała    | Stadion Miejski                   | 16º posto (in Ekstraklasa) |
| Puszcza Niepołomice        | Niepołomice      | Stadion Miejski                   | 13º posto                  |
| Resovia Rzeszów            | Rzeszów          | Stadion Resovii                   | 16º posto                  |
| Sandecja Nowy Sącz         | Nowy Sącz        | im. Ojca Władysława Augustynka    | 10º posto                  |
| Skra Częstochowa           | Częstochowa      | Stolzle Stadion STO               | 6º posto (in II liga)      |
| Stomil Olsztyn             | Olsztyn          | Stadion OSiR                      | 15º posto                  |
| Widzew Łódź                | Łódź             | Stadio municipale del Widzew Łódź | 9º posto                   |
| Zagłębie Sosnowiec         | Sosnowiec        | Stadion Ludowy                    | 17º posto                  |

## Classifica
|  | Pos. | Squadra             | Pt | G  | V  | N  | P  | GF | GS | DR  |
|  | ---- | ------------------- | -- | -- | -- | -- | -- | -- | -- | --- |
|  | 1.   | Miedź Legnica       | 77 | 34 | 23 | 8  | 3  | 56 | 22 | +34 |
|  | 2.   | Widzew Łódź         | 62 | 34 | 18 | 8  | 8  | 53 | 38 | +15 |
|  | 3.   | Arka Gdynia         | 61 | 34 | 19 | 4  | 11 | 62 | 39 | +23 |
|  | 4.   | Korona Kielce       | 56 | 34 | 15 | 11 | 8  | 46 | 37 | +9  |
|  | 5.   | Odra Opole          | 51 | 34 | 14 | 9  | 11 | 51 | 46 | +5  |
|  | 6.   | Chrobry Głogów      | 50 | 34 | 13 | 11 | 10 | 43 | 34 | +9  |
|  | 7.   | Sandecja Nowy Sącz  | 47 | 34 | 12 | 11 | 11 | 39 | 36 | +3  |
|  | 8.   | GKS Katowice        | 46 | 34 | 11 | 13 | 10 | 44 | 47 | -3  |
|  | 9.   | Podbeskidzie        | 45 | 34 | 11 | 12 | 11 | 48 | 41 | +7  |
|  | 10.  | ŁKS                 | 45 | 34 | 12 | 9  | 13 | 33 | 37 | -4  |
|  | 11.  | Resovia Rzeszów     | 44 | 34 | 11 | 11 | 12 | 42 | 39 | +3  |
|  | 12.  | GKS Tychy           | 44 | 34 | 11 | 11 | 12 | 37 | 41 | -4  |
|  | 13.  | Skra Częstochowa    | 38 | 34 | 8  | 14 | 12 | 28 | 41 | -13 |
|  | 14.  | Puszcza Niepołomice | 37 | 34 | 10 | 7  | 17 | 41 | 50 | -9  |
|  | 15.  | Zagłębie Sosnowiec  | 36 | 34 | 8  | 12 | 14 | 41 | 48 | -7  |
|  | 16.  | Stomil Olsztyn      | 35 | 34 | 10 | 5  | 19 | 32 | 52 | -20 |
|  | 17.  | Górnik Polkowice    | 29 | 34 | 5  | 14 | 15 | 32 | 54 | -22 |
|  | 18.  | GKS Jastrzębie      | 25 | 34 | 5  | 10 | 19 | 32 | 58 | -26 |

Legenda:

      Promosse in Ekstraklasa 2022-2023

  Ammesse ai play-off.

      Retrocesse in II liga 2022-2023

Tre punti a vittoria, uno a pareggio, zero a sconfitta.
La classifica viene stilata secondo i seguenti criteri:
- Punti conquistati
- Punti conquistati negli scontri diretti
- Differenza reti negli scontri diretti
- Reti realizzate negli scontri diretti
- Goal fuori casa negli scontri diretti (solo tra due squadre)
- Differenza reti generale
- Reti totali realizzate
- Fair-play ranking

## Spareggi

### Play-off
Le semifinali si sono disputate il 26 maggio 2022, mentre la finale il 29 maggio 2022.

#### Tabellone
|  | Semifinali     | Semifinali     | Semifinali     |                |                     | Finale              | Finale | Finale |  |
|  |                |                |                |                |                     |                     |        |        |  |
|  | Korona Kielce  | Korona Kielce  | 3              |                |                     |                     |        |        |  |
|  | Korona Kielce  | Korona Kielce  | 3              |                |                     |                     |        |        |  |
|  | Odra Opole     | Odra Opole     | 0              |                |                     |                     |        |        |  |
|  | Odra Opole     | Odra Opole     | 0              |                | Korona Kielce (dts) | Korona Kielce (dts) | 3      |        |  |
|  |                |                |                |                | Korona Kielce (dts) | Korona Kielce (dts) | 3      |        |  |
|  |                |                | Chrobry Głogów | Chrobry Głogów | 2                   |                     |        |        |  |
|  | Arka Gdynia    | Arka Gdynia    | Chrobry Głogów | Chrobry Głogów | 2                   | 0                   |        |        |  |
|  | Arka Gdynia    | Arka Gdynia    |                |                |                     |                     |        |        |  |
|  | Chrobry Głogów | Chrobry Głogów | 2              |                |                     |                     |        |        |  |

## Statistiche

### Classifica marcatori
| Gol |  |  | Giocatore          | Squadra                    |
| --- |  |  | ------------------ | -------------------------- |
| 19  |  |  | Kamil Bilinski     | Podbeskidzie Bielsko-Biala |
| 17  |  |  | Szymon Sobczak     | Zaglebie Sosnowiec         |
| 14  |  |  | Hubert Adamczyk    | Arka Gdynia                |
| 14  |  |  | Patryk Makuch      | Miedz Legnica              |
| 12  |  |  | Karol Czubak       | Arka Gdynia                |
| 11  |  |  | Patryk Mikita      | Stomil Olsztyn             |
| 11  |  |  | Mateusz Piątkowski | Gornik Polkowice           |
| 11  |  |  | Filip Szymczak     | GKS Katowice               |